# Muhai Tang
Muhai Tang (cinese semplificato: 汤沐海; cinese tradizionale: 汤沐海; pinyin: Tāng Mùhǎi, pronunciato [táŋ mûxaɪ]; Shanghai, 1949) è un direttore d'orchestra cinese.
È il figlio minore del celebre regista cinese Tang Xiaodan e fratello del pittore e poeta Tang Muli.
Tang inizialmente imparato musica con i suoi genitori, e in seguito ha studiato composizione e direzione d'orchestra presso lo Shanghai Conservatory of Music, conseguendo il diploma in entrambi. Si è perfezionato in direzione d'orchestra con Hermann Michael, presso la Hochschule für Musik und Theater München di Monaco di Baviera, Germania.
La sua carriera internazionale è iniziata quando Herbert von Karajan lo ha invitato a condurre la Berliner Philharmoniker nella stagione 1983-1984. Questo invito è stato successivamente rinnovato. È stato il direttore capo della Gulbenkian Orchestra di Lisbona dal 1988 al 2001. Dal 1991 al 1995 è stato direttore capo della DePhilharmonie (Royal Philharmonic Orchestra of Flanders). Ha fatto il suo debutto negli Stati Uniti con la San Francisco Symphony Orchestra nel 1988.
Tang è stato direttore capo della Queensland Symphony Orchestra (QSO), l'ultimo prima che la QSO cambiasse nome in Queensland Orchestra. Nel novembre 2005, è diventato direttore onorario dell'orchestra.
Dal 2003 al 2006, Tang stato direttore capo della Finnish National Opera. Ha anche lavorato come direttore capo con la Flanders Orchestra e la Gulbenkian Foundation Orchestra. Dal 2006 al 2011, è stato direttore artistico e direttore capo della Zürcher Kammerorchester (Zurich Chamber Orchestra), ed è diventato direttore ospite principale nel 2011. Nel 2010 è diventato direttore capo della Belgrade Philharmonic Orchestra.
Come direttore, nel 2002 è stato insignito del Grammy Award alla miglior composizione di musica contemporanea per il Concert de Gaudí for Guitar and Orchestra.